# دانييل فيليب ريفيليز
دانييل فيليب ريفيليز (بالإسبانية: Daniel Felipe Revelez)‏ (مواليد 30 سبتمبر 1959) هو لاعب كرة قدم. يلعب مع منتخب الأوروغواي لكرة القدم. سبق له أن لعب في كأس العالم لكرة القدم مع منتخب بلاده.

## روابط خارجية
- دانييل فيليب ريفيليز على موقع الاتحاد الدولي (مؤرشف)  (الإنجليزية)
- دانييل فيليب ريفيليز على موقع الاتحاد الأوربي (الإنجليزية)
- دانييل فيليب ريفيليز على موقع قاعدة بيانات كرة القدم.إي يو (الإنجليزية)
- دانييل فيليب ريفيليز على موقع ناشيونال فوتبول تيمز (الإنجليزية)